# Saint-Martin-des-Olmes
Saint-Martin-des-Olmes is een gemeente in het Franse departement Puy-de-Dôme (regio Auvergne-Rhône-Alpes) en telt 272 inwoners (1999). De plaats maakt deel uit van het arrondissement Ambert.

## Geografie
De oppervlakte van Saint-Martin-des-Olmes bedraagt 17,8 km², de bevolkingsdichtheid is 15,3 inwoners per km².
De onderstaande kaart toont de ligging van Saint-Martin-des-Olmes met de belangrijkste infrastructuur en aangrenzende gemeenten.

## Demografie
Onderstaande figuur toont het verloop van het inwonertal (bron: INSEE-tellingen).